# 陳顧遠
陈顾远（1896年—1981年9月18日）字晴皋，生于陕西三原。中华民国法学家、律师、政治人物。

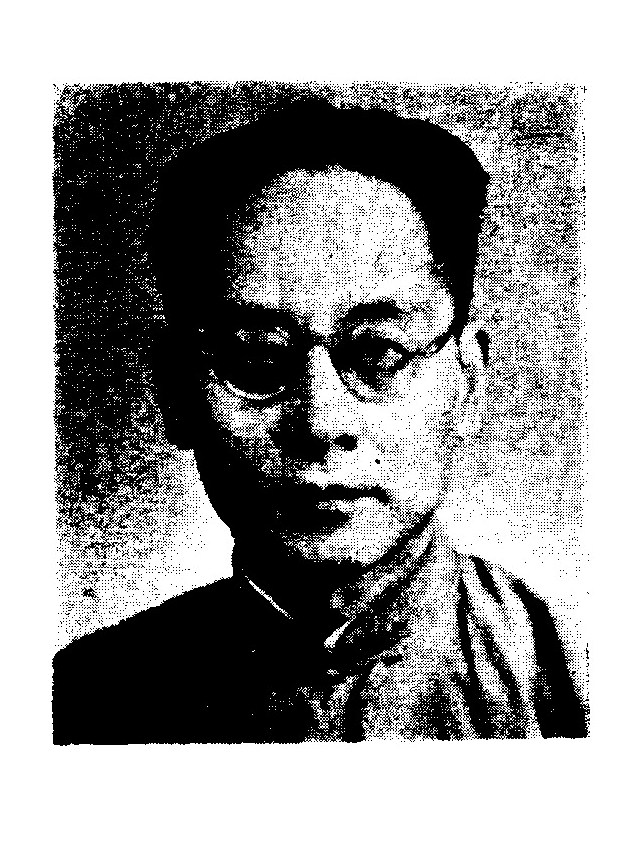

## 生平
陈顾远在上中、小学时，受同乡于右任影响，与同学们创办“警钟学社”，宣传革命及新知识。辛亥革命时，陈顾远加入中国同盟会三原支部。1915年，陈顾远参加了西安“反袁（世凯）逐陆（建章）”的武装暴动，差点遭到捕杀。1916年，陈顾远考入北京大学预科，1919年升入北京大学本科，学习政治学。在校期间，参加了五四运动。1920年1月，陈顾远与北京大学学生易家钺、郭梦良、朱谦之等人编辑出版了《奋斗》旬刊（1920年4月30日停刊，共出版9期），还与郭梦良、费觉天等人创办了《评论之评论》季刊（共出版4期）。1920年12月，李大钊等创办北京大学社会主义研究会，陈顾远、郭梦良作为“奋斗社”成员列为8位发起人之一。在校期间，陈顾远还参加了1920年举办的文官考试，以优等中试，分发平政院担任候补书记官，不久改任北京政府农商部秘书处帮办。1922年，陈顾远加入中国国民党。
1923年，陈顾远自北京大学毕业，获得法学士学位，并且留在北京大学政治学系担任助教，同时还在中国大学、平民大学等私立大学兼职授课。1923年自北京大学毕业之时，陈顾远曾和同学邓鸿业、王和畅等人成立“北大政治考察团”，到广州拜见了孙中山。不久回到北京大学，除担任助教外，还兼任上海《民国日报》和《东三省民报》等报刊的地下记者或者撰稿人，又为国民革命军第二军创办了国民通讯社。
1926年，张作霖率奉军开入北京，陈顾远遭到通缉，乃与妻子逃往上海，在上海法科大学（上海法学院）任教。1928年，赴南京任国民政府审计院院长于右任的机要秘书，任职一年多即随于右任去职，陈顾远返回上海。1930年，安徽省立安徽大学获得正式命名，陈顾远被校长杨亮功聘为法学院（院长为张慰慈）法律系主任。1932年，陈顾远调任中国国民党中央党部民众运动指导委员会特种委员及办公室主任。1935年，陈顾远作为专家获聘为立法院第四届立法委员。
1937年，陈顾远随国民政府迁往重庆，除了担任公职外，还在重庆的复旦大学、朝阳学院、法官训练所、中央政治学校、高等警官学校、立信专科学校等高校兼职教授法学课程。抗日战争胜利后，1946年作为中国国民党代表出席了在南京召开的制宪国民大会。1947年初，陈顾远回到原籍陕西参加立法委员竞选，当选立法院立法委员。他还当选中国国民党中央评议委员会委员。此后，陈顾远专任立法委员，并且在国立中央大学、上海法学院等校兼职教授法学课程。
1949年，陈顾远随中华民国政府迁往台湾，继续担任立法委员、中国国民党中央评议委员，并且在国立台湾大学、国立政治大学、中国文化大学、东吴大学、國立中兴大学等大學兼职担任教授。其间，陈顾远还曾兼职担任律师。1963年，在立法委员胡秋原控告作家李敖诽谤一案中，陈顾远获聘为原告胡秋原的律师。据李敖在《李敖回忆录 之八：文献会（时期）（1962-1963）》中称，在庭审中，陈顾远反而为李敖“说好话”，胡秋原十分生气，随即解聘了陈顾远。
1981年9月18日，陈顾远在台北病逝，享年85岁。

## 著作
- 陈顾远，孟子政治哲学，上海泰东书局
- 陈顾远，墨子政治哲学，上海泰东书局
- 陈顾远，地方自治通论，上海泰东书局
- 陈顾远，中国古代婚姻史，商务印书馆，1925年
- 陈顾远，中国国际法溯源
- 陈顾远，中国法制史，商务印书馆，1934年
- 陈顾远，中国法制史概要，台湾三民书局，1964年
- 陈顾远，国际私法总论
- 陈顾远，国际私法本论
- 陈顾远，海商法要义
- 陈顾远，商事法
- 陈顾远，土地法实用
- 陈顾远，保险法概论
- 陈顾远，民法亲属实用
- 陈顾远，民法继承实用
- 陈顾远，立法要旨
- 陈顾远，立法程序之研究
- 陈顾远，中国婚姻史，商务印书馆，1936年
- 陈顾远，中国政治思想史绪论
- 陈顾远，政治学
- 陈顾远，中国文化与中国法系

## 荣誉
- 三等景星勋章（1946年1月1日批准[3]）